# Crna knjiga komunizma
Crna knjiga komunizma - Zločini, teror, represija knjiga je koja opisuje povijest represije, zločine i teror u komunističkim državama. Knjiga je izvorno objavljena 1997. godine u Francuskoj pod naslovom Le Livre noir du communisme: Crimes, terreur, repression. Knjiga je u različitim zemljama izazvala rasprave o revalorizaciji socijalizma i pojavu pojma „Crveni holokaust”.  Taj pojam sugerira izjednačavanje jednopartijskih komunističkih režima s fašističkim (konkretno nacionalsocijalističkim). Također postavlja i pitanje o tome jesu li u međunarodnom socijalizmu bili počinjeni zločini protiv čovječnosti.
Stephane Courtois bio je sam prema vlastitim izjavama u prošlosti militantni komunist. O zločinima u socijalističkim zemljama u to vrijeme nije mu ništa bilo poznato.

## Broj žrtava
Crna knjiga navodi sljedeće procjene o broju ljudi ubijenih od strane komunističke vladavine u navedenim zemljama (Afrika i istočna Europa navedene su zbirno):
- Kina: 65 milijuna
- Sovjetski Savez: 20 milijuna
- Afrika: 1.7 milijuna
- Afganistan: 1,5 milijuna
- Sjeverna Koreja: 2 milijuna
- Kambodža: 2 milijuna
- Istočna Europa: milijun
- Vijetnam: milijun
- Latinska Amerika: 150.000

Rezolucija Vijeća Europe 1481 u sječnju 2006. temelji se na podatcima iz crne knjige.
Već u uvodu Courtois tvrdi da je u komunističkim genocidima ubijeno četiri puta više ljudi nego što je ubijeno od strane Hitlerove osovine i želi privući pozornost da javnost sazna više o sličnosti tih dvaju ideologija. To je po Courtoisu nužno zbog komunističke ideologije, koja po njemu i dalje ima mnogo sljedbenika.

## Hrvatsko izdanje
- izdavači: Politička kultura, Golden marketing, Zagreb
- godina: 1999.
- ISBN 953-6213-20-6

## Rezolucija parlamentarne skupština Vijeća Europe
25. siječnja 2006. parlamentarna skupština Vijeća Europe Rezolucijom 1481/2006 snažno osuđuje zločine totalitarnih komunističkih režima. U izvješću koje je prethodilo rezoluciji objavljen je broj žrtava iz crne knjige komunizma.

## Kritika
Zbog svoje posebne uloge tijekom i nakon hladnog rata komunistička Jugoslavija u zapadnom svijetu prikazivana je krajnje neobjektivno. U knjizi je potpuno prešućena samo komunistička Jugoslavija i njezini golemi poratni masovni zločini, te druge vrste najtežih nasilja i kršenja ljudskih prava iako je u odnosu na broj stanovnika režim pogubio veći postotak ljudi nego što je to bio slučaj u drugim europskim komunističkim državama.
Dvojica koautora Crne knjige komunizma, Nicolas Werth i Jean-Louis Margolin, javno su se odrekli ovog projekta jer su smatrali da je Stéphane Courtois bio opsjednut dosezanjem brojke od 100 milijuna žrtava. Prema njihovom istraživanju, ukupan broj žrtava komunističkih režima je između 65 i 93 milijuna.
Druge kritike Crne knjige uključuju neslaganje s teorijom Holodomora kao genocida nad ukrajinskim narodom, te uspoređivanja komunizma (odnosno lenjinizma) s nacizmom. Nicolas Werth je tako rekao kako u Sovjetskom Savezu "nisu postojali logori smrti", te da "Što se više uspoređuju komunizam i nacizam, to su razlike među njima očitije."

## Vanjske poveznice
- Josip Jurčević, Međunarodna osuda zločina totalitarnih komunističkih režima[neaktivna poveznica]